# Celnata
Celnata – wieś w Rumunii, w okręgu Mehedinți, w gminie Husnicioara. W 2011 roku liczyła 73 mieszkańców.